# Miconia chartacea
Miconia chartacea är en tvåhjärtbladig växtart som beskrevs av José Jéronimo Triana. Miconia chartacea ingår i släktet Miconia och familjen Melastomataceae. Inga underarter finns listade i Catalogue of Life.

## Bildgalleri

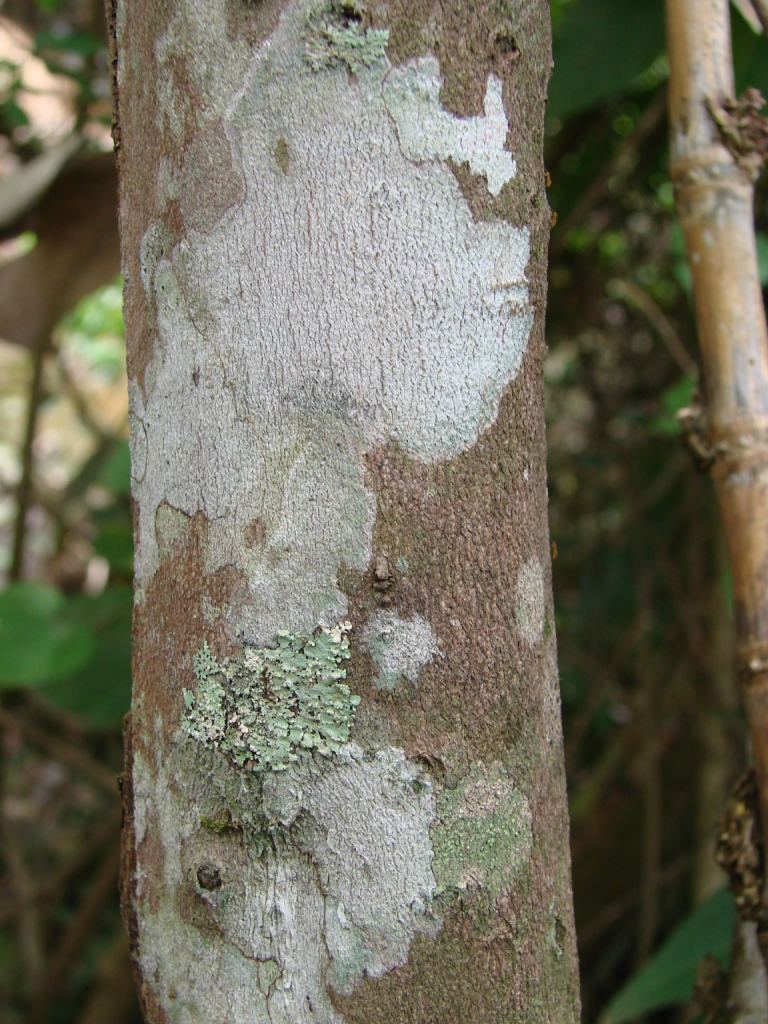
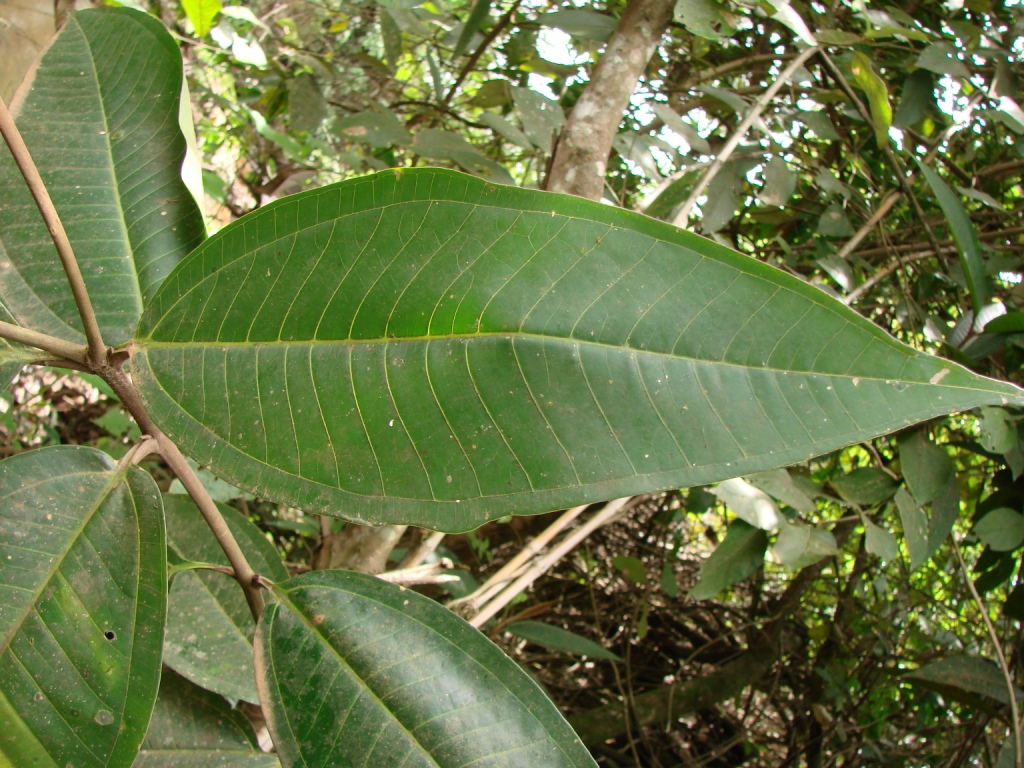
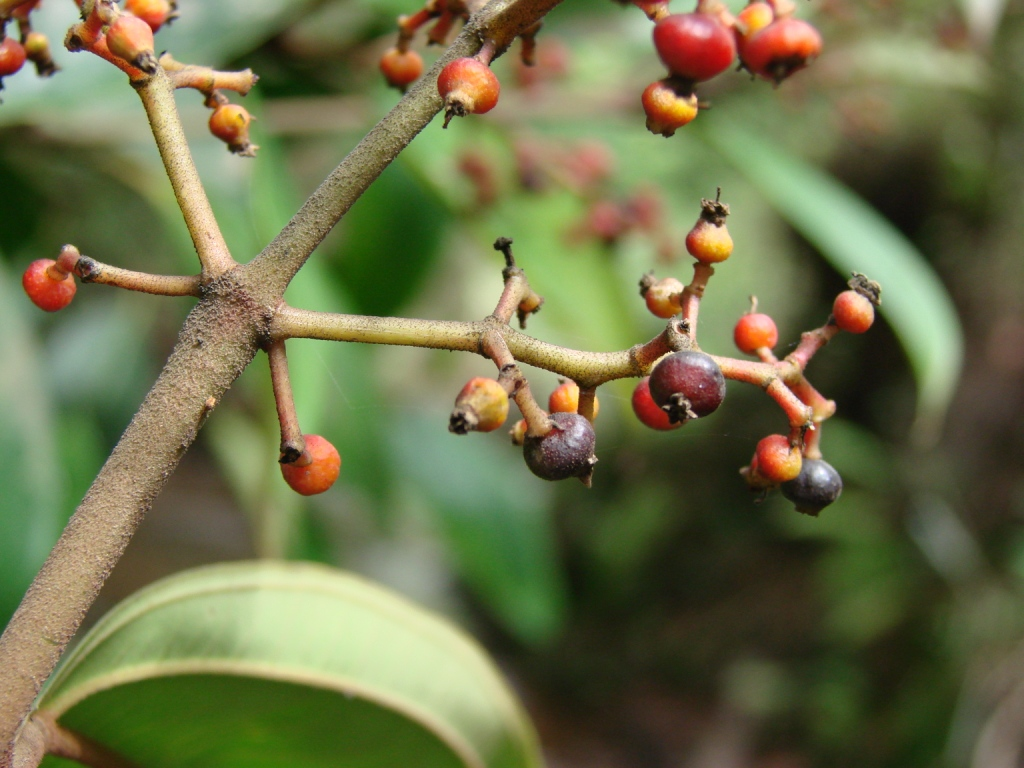